# Speeltuin (lied)
Speeltuin is een hitsingle van Marco Borsato speciaal voor zijn ambassadeurschap voor War Child. Op de single stond tevens het nummer Het water.

## Hitnotering
De dubbele A-kant kwam in de Top 40 niet hoger dan een tiende plek, maar stond wel liefst zeventien weken genoteerd.

## Cover
Tijdens het War Child-concert van 2005 zong Borsato het nummers als Nederlands/Spaans duet met de Colombiaan Alberto Caicedo, destijds een veelgevraagd zanger in Nederlandse salsabands. Caicedo bracht in 2006 zijn eerste soloalbum uit met daarop een salsaversie van Speeltuin; Un Parque Para Jugar.

## NPO Radio 2 Top 2000
| Nummer met noteringen in de NPO Radio 2 Top 2000 | '03 | '04 | '05 | '06 | '07 | '08 | '09 | '10 | '11 | '12 | '13 | '14  | '15 | '16  | '17  | '18  | '19  | '20  |
| ------------------------------------------------ | --- | --- | --- | --- | --- | --- | --- | --- | --- | --- | --- | ---- | --- | ---- | ---- | ---- | ---- | ---- |
| Speeltuin                                        | 492 | 190 | 357 | 332 | 318 | 344 | 318 | 804 | 643 | 922 | 886 | 1136 | 645 | 1106 | 1366 | 1009 | 1169 | 1696 |

1. ↑  Een vetgedrukt getal geeft de hoogste notering aan.
2. ↑  2003 was het eerste jaar met een notering voor dit nummer.
3. ↑  Deze tabel is bijgewerkt tot en met de laatste editie (2024).